# 成宮恒雄
成宮 恒雄（なるみや つねお）は、朝日放送の元アナウンサー・プロデューサー。2010年3月に定年を迎えた後も、同局と嘱託契約を結んだうえで、ラジオ制作部（ABCラジオ）のプロデューサーやディレクターを務めていた。

## 来歴・人物
神戸市灘区の出身で、関西学院大学を卒業後の1972年に、アナウンサーとして朝日放送に入社。入社後に『ABCヤングリクエスト』（ABCラジオ、以下『ヤンリク』と略記）のパーソナリティなどを務めたが、1979年にアナウンス室からラジオ制作部へ異動した。
ラジオ制作部で『ヤンリク』のディレクターや、演芸番組のディレクター・プロデューサーなどを担当した後に、事業部へ異動。その後に異動した総務局では、ISO事務局長として「ガラスの地球を救え」などの環境キャンペーンを展開した。2000年には、同キャンペーンの一環として制作したラジオドキュメンタリー『レイクパピルス』『こんな未来』で、同年度の日本民間放送連盟賞ラジオ番組・統一キャンペーンスポット部門の優秀賞を受賞している。
2009年10月31日放送の『Club JONR』（ABCラジオ）で、パーソナリティとして30年振りに番組へ出演。2010年3月に定年を迎えた後も、総務局付の嘱託社員として朝日放送に勤務していた。ちなみに、『Club JONR』では、2011年9月の番組終了まで、他のアナウンサー経験者と交互にパーソナリティーを務めていた。
朝日放送では、『Club JONR』出演中の2011年4月に、嘱託契約のままラジオ制作部へ復帰。同年10月から2012年12月まで、『小山乃里子のうた声ラジオ』のプロデューサーを務めた。2012年度のナイターオフ期間からは、『Club JONR』の系譜を受け継ぐ生ワイド番組『堀江政生のほりナビ!!』のディレクターを担当。嘱託契約期間が満了してからも、フリーランスのディレクターとして、2017年12月まで同局で音楽番組の制作に携わっていた。
その一方で、上方落語の新たな寄席である神戸新開地・喜楽館の開館計画にブレーンの立場で参加。朝日放送で長らく演芸番組の制作に携わってきたことや、神戸市の出身者にして住民でもあることを背景に、2018年2月の時点で初代の支配人を務めることが内定していた。しかし、後に就任を辞退したため、喜楽館は支配人不在のまま同年7月11日に開館。開館から5年目に入った2023年4月1日からは、朝日放送アナウンサーとしての後輩に当たる神戸市在住の伊藤史隆（神戸大学落語研究会の出身で1985年に入社）が、朝日放送テレビ（朝日放送の旧法人からテレビ放送部門やアナウンサーの管理部署などを2018年4月1日付で継承した会社）に「シニアアナウンサー」（嘱託契約のアナウンサー）として在籍しながら初代の支配人を務めている。

## プロデューサー・ディレクターとしての担当番組
いずれもABCラジオの番組で、現在は終了。
- ABCヤングリクエスト（アナウンス室からの異動後にディレクターを担当）
- 小山乃里子のうた声ラジオ（ラジオ制作部への復帰後にプロデューサーを担当）
- 堀江政生のほりナビ!!（ディレクター）

## 過去の出演番組

### アナウンサー時代
- ABCヤングリクエスト（1974年4月から木曜日→土曜日のパーソナリティを担当）
- 朝日新聞ニュース（当時の定時ニュース、不定期で担当）

### アナウンス室からの異動後
- Club JONR（元アナウンサーの1人として週替わりでパーソナリティーを担当）